# Ekaterina Abramova
Ekaterina Abramova (n. 14 aprilie 1982, Leningrad, RSFS Rusă, URSS) este o sportivă ce a reprezentat Rusia, medaliată olimpică. A participat la o ediție a Jocurilor Olimpice (2006) în care a câștigat o medalie de bronz.

## Participări
Lista de mai jos prezintă principalele competiții la care a participat Ekaterina Abramova de-a lungul carierei.
- speed skating at the 2006 Winter Olympics – women's team pursuit[*]